# Kemal Kılıçdaroğlu
Kemal Kılıçdaroğlu (Província de Tunceli, 17 de dezembro de 1948) é um economista, ex-servidor público e político social-democrata turco. É presidente do Partido Republicano do Povo e líder da oposição na Grande Assembleia Nacional da Turquia. Foi eleito como o sétimo líder do CHP no congresso do partido realizado em 22 de maio de 2010, após a demissão do anterior presidente, Deniz Baykal. Foi candidato a prefeito da capital Istambul em 2009, onde ganhou 36,8% dos votos. É casado com Selvi Kılıçdaroğlu. 
Em 2023, Kılıçdaroğlu disputou a presidência da Turquia, junto a uma aliança de seis partidos, incluindo islâmicos, nacionalistas e curdos. Obteve no primeiro turno 44,79% dos votos, avançando para um segundo turno inédito com o conservador e atual presidente Recep Tayyip Erdoğan, que obteve 49,49% dos votos.